# カイロソフト
株式会社カイロソフトは、東京都新宿区に本社を置く、パソコン用及び携帯電話用ゲームの開発メーカー。

## 概要
ドット絵でクォータービューの経営シミュレーションゲームを多数公開している。『カイロ』の名称について、
1. 懐炉のように心身ともに温まるゲームを作りたい
2. 基板を街、電子を人と考えると、電子回路は街づくりシミュレーションゲームっぽい
3. Windows NT系OSの開発を描いたノンフィクション『ShowStopper!』（パスカル・ザカリー 著、邦題：闘うプログラマー）に登場する未来のOS「Cairo」

の3つを由来として挙げている。
代表作はゲーム会社を経営するシミュレーションゲーム。初出の『ゲーム発展途上国』は1996年に公開されると翌1997年に一時は商品化も決定し（後述）、続編の『ゲーム発展途上国IIDX』は2001年は公開されるとふりーむ主催の「FREE GAME AWARDS 2002」に読者投票で入賞し、公式サイトで無料公開された後に2018年までにのべ100万ダウンロードを記録した。発展作の1つである『ゲーム発展国++』は2008年に当初は携帯アプリとして公開されたが、2010年にiOS・Android用に移植されると欧米圏で話題となり、2011年のGame Developers Choice Awardsでは「Best Handheld Game」部門にノミネートされるなど、高い評価を得た。

## 歴史

### 個人活動時代
代表取締役の臼井和之は幼少期からファミコンに触れて育ち、小学校6年生で自分専用のパソコンを買ってもらうと、中学生時代は「信長の野望シリーズ」や「A列車で行こうシリーズ」をやり込むとともに、BASICで簡単なシューティングゲームを自作するようになる。
次第に購読していた「TECH Win」の読者投稿コーナー「デジタルアイアンマン」に自作ゲームを投稿するようになり、14歳だった1996年に『The 古本屋』が初掲載された。その後も投稿を続け、1998年の『まんが奥の細道』から「大山カイロ」のペンネームを使用するようになる。このペンネームについて「カイロ」の由来は前述したとおりであるが、「大山」は松本零士「男おいどん」の主人公に由来しており、またゲームのアイディアを秋本治「こちら葛飾区亀有公園前派出所」から得るなど初期の活動における漫画の影響は少なくなかった。なお、この頃のゲームに使用されたグラフィックは臼井の中学生時代の同級生による原画が元になっている。
大学在学中から個人で携帯アプリの開発を行うようになる。当初は自作のiアプリを勝手サイトで公開して広告収入を得ていたが、収入が減少して長続きしないと考え始めたころに、オープンドア運営の有料サイト「RPG大集合」への誘いを受ける。これにより他社にゲームを提供する方針に転換し、『ゲーム発展途上国2』以降のほとんどの作品を「RPG大集合」上で公開するようになる。なお、「RPG大集合」参加以降の作品では「カイロくん」「チンパンG」といったオリジナルキャラクターが登場するようになるが、これは他社に提供するゲームでは開発者の名前を出すことができず、同じ開発者による作品であるというアピールの方法として考案したものである。
大学卒業後はアルバイトとゲーム開発を掛け持ちする生活を3年ほど続けた。

### 会社設立以降
他社からニンテンドーDS用ゲーム開発の企画提案を受けて、ライセンスの関係もあり2007年9月に株式会社カイロソフトを設立。コンピュータグラフィックスの学校を経てゲーム会社に勤務していた前述の中学生時代の同級生を勧誘して開発体制を整えたものの、結果的にニンテンドーDS用ゲームは実現には至らなかった。
2008年11月に独自の会員サイトとして「カイロパーク」をオープンさせ、以降の作品は「カイロパーク」内で公開した。携帯アプリは2014年の『あおぞら飛行隊』までで、その後は公開しておらず、2015年ごろからはiOSやAndroidといったスマートフォン向けアプリの新規開発や携帯版の移植に開発主体を移す。家庭用ゲーム機への参入は未実現に終わったニンテンドーDS以来縁がなかったが、ダウンロード専売タイトルが増えるなど参入へのハードルが下がったことに加えて、開発環境にUnityを導入していたことで開発の手間が軽減されたことなどにより2018年のNintendo Switchに参入し、同年の東京ゲームショウに求人の意味も兼ねて初出展した。以降は対応機種を拡大していき、現在ではマルチプラットフォームに作品を展開している。
2023年にUnityが翌年から「Unity Runtime Fee」を導入することを発表し騒動になると、全ての作品をUnityで開発していたカイロソフトは9月14日にSteamで「カイロゲームはUnityで作っちゃってるよバンドル」と銘打った81%割引のセールを配信し、かねてからの騒動もありニュースサイトにも取り上げられた。9月23日にUnityのポリシーが変更され方針転換されると、カイロソフトは「スタジオ存亡の危機はいったん去った」としてセールの名称を「I Like Unityフェア」に変更した。

## 沿革
- 1996年 - TECH Winに『The 古本屋』で初掲載。
- 2003年11月27日 - 最初の携帯アプリ『ゲーム発展途上国』をリリース。
- 2007年9月 - 株式会社カイロソフトを設立。
- 2008年11月 - 公式サイト「カイロパーク」をオープン。
- 2014年
  - 10月31日 - 最初のスマートフォン向けアプリ『ぱくぱくカイロくん』をリリース。
  - 11月26日 - 最後の携帯アプリ『あおぞら飛行隊』をリリース。
- 2018年11月26日 - Nintendo Switch向けに参入[1]。
- 2019年12月5日 - PlayStation 4向けに参入[11]。
- 2022年3月28日 - Steam向けに参入[12]。
- 2023年9月15日 - Xbox向けに参入[13]。

## 作品一覧

### パソコン版作品
個人で『TECH Win』の「デジタルアイアンマン」に投稿して掲載されたもの。後に立ち上げられた公式サイトでは無料でダウンロード公開されている。ゲームの動作環境（対応OS）はWindows 95以降。
| 作品名               | 掲載誌     | 備考 |
| -------------------- | ---------- | --- |
| The 古本屋           | 1996年07号 | 臼井の地元にあった古本屋がモチーフ。                                                                                       |
| The 古本屋 弐        | 1996年08号 | クォータービューが初採用された。                                                                                           |
| ゲーム発展途上国     | 1996年12号 | 1997年4月に商品化が決定したが、後に中止となった。                                                                          |
| 本屋物語             | 1998年04号 | |
| まんが奥の細道       | 1998年10号 | 藤子不二雄A『まんが道』がモチーフ。                                                                                        |
| ゲーム発展途上国IIDX | 2001年10号 | ふりーむ主催の「FREE GAME AWARDS 2002」に読者投票で入賞。 人物画像をリアルなものに変更する「キャラ画像追加パック」が公開。 |

### 初期の携帯アプリ作品
携帯アプリとして公開された作品のうち、カイロパーク開設後の携帯アプリ作品のほとんどはマルチプラットフォーム向けに移植されているためマルチプラットフォーム作品の一覧で扱うこととし、ここでは勝手サイトおよび「RPG大集合」で公開していた初期の作品を列挙する。対応キャリアとして記載する記号はそれぞれ、
- i - iアプリ（NTTドコモ）。NTは改良版の有無。
- S! - S!アプリ（ソフトバンクモバイル）。
- EZ - EZアプリ（au）。対応はJavaのみで、BREWは一部のみ対応。

を意味する。なお、正式名では一部「i」「au」などキャリア名を付しているものもある。
| 作品名              | 公開日         | 対応キャリア  | 公開場所   | 備考       |
| ------------------- | -------------- | ------------- | ---------- | ---------- |
| ゲーム発展途上国    | 2003年11月27日 | i(NT)・S!・EZ | 勝手サイト |            |
| CARD CHANGE         | 2004年02月11日 | i・S!・EZ     | 勝手サイト |            |
| まんが奥の細道      | 2004年04月30日 | i(NT)・S!・EZ | 勝手サイト |            |
| ゲーム発展途上国2   | 2004年09月29日 | i・S!         | RPG大集合  |            |
| ゲームショップ物語  | 2005年01月14日 | i(NT)・S!・EZ | 勝手サイト |            |
| まんが奥の細道2     | 2005年05月30日 | i・S!         | RPG大集合  |            |
| ゲームショップ物語2 | 2005年10月14日 | i・S!         | RPG大集合  |            |
| ミリオン音楽組合    | 2006年07月30日 | i・S!・EZ     | RPG大集合  | BREW対応。 |
| Oh!財閥タウンズ     | 2006年12月28日 | i・S!         | RPG大集合  |            |
| Oh!財閥タウンズ2    | 2007年03月29日 | i・S!         | RPG大集合  |            |
| パドック大作戦      | 2008年01月28日 | i・S!         | RPG大集合  |            |
| さよならカイロくん  | 2008年04月28日 | i・S!         | RPG大集合  |            |

### マルチプラットフォーム作品
マルチプラットフォーム向けに公開されている作品を列挙するが、カイロパーク開設後に公開された携帯アプリについてもほとんどがマルチプラットフォーム向けに移植が行われているためこちらで扱うこととする。「携帯アプリ」の記号については前節と同様で、それ以外は
- iOS - iOS用
- Android - Android用
- Switch - Nintendo Switch用
- Steam - Steam用
- PS4 - PlayStation 4用
- Xbox - Xbox用

それぞれの対応の有無を、対応しているものには「◯」、対応していないものは「✕」とし、以前は対応していたが非公開となっているものは「●」としている。なお、作品名については機種によって異なる場合があるが、基本的に公式サイトの製品一覧掲載の名称で掲載している。
以下の表は2025年7月24日現在の表。
| 作品名                         | 公開日         | 携帯アプリ | iOS | Android | Switch | Steam | PS4 | Xbox |
| ------------------------------ | -------------- | ---------- | --- | ------- | ------ | ----- | --- | ---- |
| ゲーム発展国++                 | 2008年11月10日 | i・S!      | ◯   | ◯       | ◯      | ◯     | ◯   | ◯    |
| ピコピコ!ゲーム博覧会          | 2008年11月10日 | i・S!      | ✕   | ✕       | ✕      | ✕     | ✕   | ✕    |
| ロイヤル画廊アカデミー         | 2008年11月10日 | i・S!      | ◯   | ◯       | ✕      | ✕     | ✕   | ✕    |
| ワクワク!まんが道場            | 2008年11月10日 | i・S!      | ◯   | ✕       | ✕      | ✕     | ✕   | ✕    |
| 出港!!コンテナ丸               | 2008年11月10日 | i・S!      | ◯   | ◯       | ✕      | ✕     | ✕   | ✕    |
| 青空 発掘カンパニー            | 2009年01月30日 | i・S!      | ◯   | ◯       | ✕      | ✕     | ✕   | ✕    |
| 大自然ものがたり               | 2009年03月30日 | i・S!      | ◯   | ◯       | ✕      | ✕     | ✕   | ✕    |
| 名門ポケット学院               | 2009年05月25日 | i・S!      | ◯   | ◯       | ◯      | ✕     | ◯   | ✕    |
| ワイワイ!ゲーム販売店          | 2009年06月26日 | i・S!      | ◯   | ✕       | ✕      | ✕     | ✕   | ✕    |
| アストロ探検隊                 | 2009年06月29日 | i・S!      | ◯   | ◯       | ◯      | ◯     | ◯   | ◯    |
| まんが一本道〆                 | 2009年08月14日 | i・S!      | ◯   | ◯       | ◯      | ◯     | ◯   | ◯    |
| ミリオン行進曲♪                | 2009年10月01日 | i・S!      | ◯   | ◯       | ◯      | ◯     | ◯   | ◯    |
| ゆけむり温泉郷                 | 2009年10月30日 | i・S!      | ◯   | ◯       | ◯      | ◯     | ◯   | ◯    |
| 開店デパート日記               | 2009年12月24日 | i・S!      | ◯   | ◯       | ◯      | ◯     | ◯   | ◯    |
| 名門ポケット学院2              | 2010年03月01日 | i・S!      | ◯   | ◯       | ◯      | ◯     | ◯   | ◯    |
| カードチェンジ牧場             | 2010年03月03日 | i          | ●   | ●       | ✕      | ✕     | ✕   | ✕    |
| クルーズ大紀行                 | 2010年03月30日 | i          | ◯   | ◯       | ◯      | ◯     | ◯   | ◯    |
| 大盛グルメ食堂                 | 2010年05月30日 | i          | ◯   | ◯       | ◯      | ◯     | ◯   | ◯    |
| 開幕!!パドックGP               | 2010年07月30日 | i・S!      | ◯   | ◯       | ◯      | ◯     | ◯   | ◯    |
| 星になったカイロくん           | 2010年08月30日 | i          | ◯   | ◯       | ◯      | ◯     | ◯   | ✕    |
| 大江戸タウンズ                 | 2010年11月01日 | i・S!      | ◯   | ◯       | ◯      | ◯     | ◯   | ◯    |
| サッカークラブ物語             | 2010年11月30日 | i・S!      | ◯   | ◯       | ◯      | ◯     | ◯   | ◯    |
| 海鮮!!すし街道                 | 2011年01月31日 | i          | ◯   | ◯       | ◯      | ◯     | ◯   | ◯    |
| 財閥タウンズV                  | 2011年03月30日 | i・S!      | ◯   | ◯       | ◯      | ◯     | ◯   | ◯    |
| 冒険ダンジョン村               | 2011年05月26日 | i・S!      | ◯   | ◯       | ◯      | ◯     | ◯   | ◯    |
| アパレル洋品店                 | 2011年06月30日 | i・S!      | ◯   | ◯       | ◯      | ◯     | ◯   | ◯    |
| 合戦!!にんじゃ村               | 2011年08月30日 | i          | ◯   | ◯       | ◯      | ◯     | ◯   | ◯    |
| アニメスタジオ物語             | 2011年11月01日 | i・S!      | ◯   | ◯       | ◯      | ◯     | ◯   | ◯    |
| 発掘☆ピラミッド王国            | 2011年11月30日 | i          | ◯   | ◯       | ◯      | ◯     | ◯   | ○    |
| 開拓サバイバル島               | 2012年01月30日 | i          | ◯   | ◯       | ◯      | ◯     | ◯   | ◯    |
| G1牧場ステークス               | 2012年03月31日 | i          | ◯   | ◯       | ◯      | ◯     | ◯   | ◯    |
| お住まい夢物語                 | 2012年05月31日 | i          | ◯   | ◯       | ◯      | ◯     | ◯   | ◯    |
| ゲームセンター倶楽部           | 2012年07月30日 | i          | ◯   | ◯       | ◯      | ◯     | ◯   | ◯    |
| 創作♪パティシエ部              | 2012年10月18日 | i・S!      | ◯   | ◯       | ✕      | ✕     | ✕   | ✕    |
| ふれあい出版局                 | 2012年10月31日 | i・S!      | ◯   | ◯       | ◯      | ◯     | ◯   | ◯    |
| サッカークラブ物語2            | 2012年11月28日 | i          | ◯   | ◯       | ✕      | ✕     | ✕   | ✕    |
| 大海賊クエスト島               | 2013年02月28日 | i          | ◯   | ◯       | ◯      | ◯     | ◯   | ◯    |
| 大空ヘクタール農園             | 2013年04月12日 | i          | ◯   | ◯       | ◯      | ◯     | ◯   | ◯    |
| ソーシャル夢物語               | 2013年07月24日 | i          | ◯   | ◯       | ✕      | ✕     | ✕   | ✕    |
| 夢おこし商店街                 | 2014年06月30日 | i          | ◯   | ◯       | ◯      | ◯     | ◯   | ○    |
| ぱくぱくカイロくん             | 2014年10月31日 | -          | ●   | ◯       | ✕      | ✕     | ✕   | ✕    |
| あおぞら飛行隊                 | 2014年11月26日 | i          | ◯   | ◯       | ✕      | ✕     | ✕   | ✕    |
| こだわりラーメン館             | 2015年01月13日 | -          | ◯   | ◯       | ◯      | ◯     | ◯   | ◯    |
| ひっぱり!!ネコ番長             | 2015年04月13日 | -          | ●   | ●       | ✕      | ✕     | ✕   | ✕    |
| ともだち芸能舎                 | 2015年06月18日 | -          | ◯   | ◯       | ✕      | ✕     | ✕   | ✕    |
| こだわりラーメン館 ～全国編～  | 2015年09月15日 | -          | ◯   | ◯       | ✕      | ✕     | ✕   | ✕    |
| テニスクラブ物語               | 2015年10月22日 | -          | ◯   | ◯       | ◯      | ◯     | ◯   | ◯    |
| 発進!!ヒーロー基地             | 2015年12月24日 | -          | ◯   | ◯       | ◯      | ◯     | ◯   | ✕    |
| 箱庭シティ鉄道                 | 2016年01月29日 | -          | ◯   | ◯       | ◯      | ◯     | ◯   | ◯    |
| まほうつかいクエスト           | 2016年04月08日 | -          | ✕   | ●       | ✕      | ✕     | ✕   | ✕    |
| 開園ピクセル牧場               | 2016年12月01日 | -          | ◯   | ◯       | ◯      | ◯     | ◯   | ◯    |
| きらめきスキー白書             | 2016年12月27日 | -          | ◯   | ◯       | ◯      | ◯     | ◯   | ◯    |
| 大魔法クエスト                 | 2017年01月13日 | -          | ◯   | ◯       | ✕      | ✕     | ✕   | ✕    |
| 野球部ものがたり               | 2017年01月30日 | -          | ◯   | ◯       | ◯      | ◯     | ◯   | ◯    |
| 開幕!!パドックGP2              | 2017年03月01日 | -          | ◯   | ◯       | ✕      | ✕     | ✕   | ✕    |
| 放課後ファイタークラブ         | 2017年04月10日 | -          | ◯   | ◯       | ✕      | ✕     | ✕   | ✕    |
| 箱庭タウンズ                   | 2017年05月31日 | -          | ◯   | ◯       | ✕      | ✕     | ✕   | ✕    |
| 発見どうぶつ公園               | 2017年07月12日 | -          | ◯   | ◯       | ◯      | ◯     | ◯   | ✕    |
| 常夏プールパレス               | 2017年12月18日 | -          | ◯   | ◯       | ◯      | ◯     | ◯   | ◯    |
| わいわいクエスト物語           | 2018年08月27日 | -          | ◯   | ◯       | ✕      | ✕     | ✕   | ✕    |
| 冒険キングダム島               | 2018年09月21日 | -          | ◯   | ◯       | ✕      | ✕     | ✕   | ✕    |
| 映画スタジオ物語               | 2019年02月20日 | -          | ◯   | ◯       | ◯      | ◯     | ◯   | ✕    |
| 開店デパート日記2              | 2019年05月21日 | -          | ◯   | ◯       | ◯      | ◯     | ◯   | ◯    |
| バスケクラブ物語               | 2019年06月30日 | -          | ◯   | ◯       | ◯      | ◯     | ◯   | ✕    |
| ゆけむり温泉郷2                | 2020年08月31日 | -          | ◯   | ◯       | ◯      | ◯     | ✕   | ✕    |
| 風雲☆ボクシング物語            | 2020年10月29日 | -          | ◯   | ◯       | ◯      | ◯     | ◯   | ○    |
| 冒険ダンジョン村2              | 2020年11月30日 | -          | ◯   | ◯       | ◯      | ◯     | ◯   | ◯    |
| 創作ハンバーガー堂             | 2021年01月28日 | -          | ◯   | ◯       | ◯      | ◯     | ◯   | ◯    |
| 森林キャンプが丘               | 2021年04月27日 | -          | ◯   | ◯       | ◯      | ◯     | ◯   | ◯    |
| ゆうえんち夢物語               | 2021年06月29日 | -          | ◯   | ◯       | ◯      | ◯     | ○   | ✕    |
| つくろう!ゴルフの森            | 2021年11月18日 | -          | ◯   | ◯       | ◯      | ◯     | ◯   | ◯    |
| 開店コンビニ日記               | 2021年12月20日 | -          | ◯   | ◯       | ◯      | ◯     | ◯   | ◯    |
| 南国バカンス島                 | 2022年04月05日 | -          | ◯   | ◯       | ◯      | ◯     | ◯   | ◯    |
| 名門ポケット学院3              | 2022年05月06日 | -          | ◯   | ◯       | ◯      | ◯     | ◯   | ✕    |
| ジャンボ空港物語               | 2022年06月28日 | -          | ◯   | ◯       | ◯      | ◯     | ◯   | ◯    |
| 探検わんぱく動物園             | 2023年02月20日 | -          | ◯   | ◯       | ◯      | ◯     | ◯   | ✕    |
| 創造タウンズ島                 | 2023年03月30日 | -          | ◯   | ◯       | ◯      | ◯     | ◯   | ○    |
| 喫茶ブレンド物語               | 2023年04月16日 | -          | ◯   | ◯       | ◯      | ◯     | ◯   | ○    |
| TVスタジオ物語                 | 2023年08月29日 | -          | ◯   | ◯       | ◯      | ◯     | ◯   | ✕    |
| 洞窟ぼうけん団                 | 2023年10月10日 | -          | ◯   | ◯       | ◯      | ○     | ○   | ✕    |
| 平安京ものがたり               | 2024年04月24日 | -          | ◯   | ◯       | ◯      | ◯     | ◯   | ✕    |
| プロレスリング物語             | 2024年07月09日 | -          | ◯   | ◯       | ◯      | ◯     | ◯   | ✕    |
| ドラえもんのどら焼き屋さん物語 | 2024年08月28日 | -          | ◯   | ◯       | ◯      | ◯     | ◯   | ◯    |
| 銀盤スケートリンク物語         | 2024年11月27日 | -          | ◯   | ◯       | ○      | ◯     | ✕   | ✕    |
| 探検パイロット惑星             | 2025年04月29日 | -          | ○   | ○       | ✕      | ✕     | ✕   | ✕    |

### ポータルアプリ
スマートフォン向けのポータルアプリとして以下の2つを公開している。
- カイロクラブ - 2014年11月14日公開。Android用。
- カイロランド - 2018年2月21日公開。Android用（かつてはiOS版も公開、現在は非公開）。アプリ内で課金すると、有償公開されているアプリの一部がプレイ可能（対象は不定期で入れ替え）。

ポータルアプリを起動するなどの方法でポイントが貯まり、そのポイントを消費して遊ぶことができるミニゲームや体験版がある。以下はミニゲームの一覧（体験版は省略）。
特に条件のないゲーム

- おいでよカイロパーク
- ソフ子ちゃん劇場
- ももこちゃん劇場
- カイロくん劇場
- カードチェンジ牧場
- まほうつかいクエスト
- ゲーム発展国Mini
- 海の家ものがたり
- バドミントン物語

特定の日付に遊ぶことができるゲーム

- パカパカ馬サーキット
- 出荷!カイロくん
- 鍵っ子ボウイ
- カイロくんと埋蔵金
- カイロくんダッシュ!!
- カイロくん一攫千金
- フロッピーカイロくん
- あおぞらSTG
- アブさん家の秘宝

特定条件を満たすと遊ぶことができるゲーム

- カイロくんレポーターになる
- 名探偵カイロくん
- 放課後アドベンチャー
- THE古本屋2015
- ダンシングカイロくん

### 関連作品
- ゲームスタジオ物語[22][23]
2010年2月1日公開。『ゲーム発展国++』を原作にドリコムが企画・開発したソーシャルゲームでモバゲータウン・mixi向け。
- スーパー野田ゲーWORLD
2022年公開。収録作品の1つである「THE 芸人」制作のイメージとして野田クリスタル自身がカイロソフトの名前を挙げ、スタッフからの協力依頼を受けてカイロソフトが背景の素材を提供した[24]。